# Ацилан прочно-фиолетовый РР
Ацилан прочно-фиолетовый РР (на конце русское «эр-эр») — это кислотный моноазокраситель, придающий белковым волокнам фиолетовую окраску.
Как и другие кислотные красители, закрепляется на волокне в первую очередь за счёт ионного взаимодействия. Диссоциация сульфогруппы в молекуле красителя даёт окрашенный анион, взаимодействующий с замещёнными аммонийными группами субстрата.

## Получение
Ацилан прочно-фиолетовый РР получают из 4-нитроанилин-2-сульфокислоты диазотированием и азосочетанием в кислой среде (в которой ориентация преимущественно определяется амино-, а не гидроксигруппой)  с Гамма-кислотой.

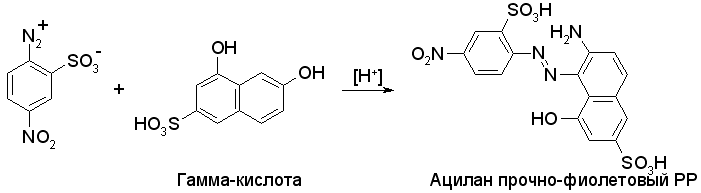
Схема получения Ацилана прочно-фиолетового РР

## См.также
- Азокрасители